# Damian King
Pour les articles homonymes, voir King.
Damian King est un bodyboardeur australien originaire de Port Macquarie. Il a été champion du monde de sa discipline en 2003 et 2004.